# Racek arménský
Racek arménský (Larus armenicus) je velkým druhem racka ze skupiny "velkých bělohlavých racků" rodu Larus. Dříve byl považován za poddruh racka stříbřitého (Larus argentatus), na základě výzkumu DNA je nyní uznáván jako samostatný druh. Je zbarvený ostatní velcí bělohlaví racci – hlava, tělo a ocas bílé, hřbet šedý, křídla šedá s černou kresbou na špičce. Nápadným znakem je černý pruh přes zobák, charakteristický je také velký rozsah černé kresby na křídlech. Hnízdí v západní Asii v Turecku, Íránu a Arménii (odtud název); světová populace čítala v roce 1999 celkem 20 000 párů. Tažný druh, hlavní zimoviště leží na západním pobřeží Izraele.